# Paradoxoglanis cryptus
Paradoxoglanis cryptus е вид лъчеперка от семейство Malapteruridae.

## Разпространение
Видът е разпространен в Демократична република Конго.